# Lago Uru Uru

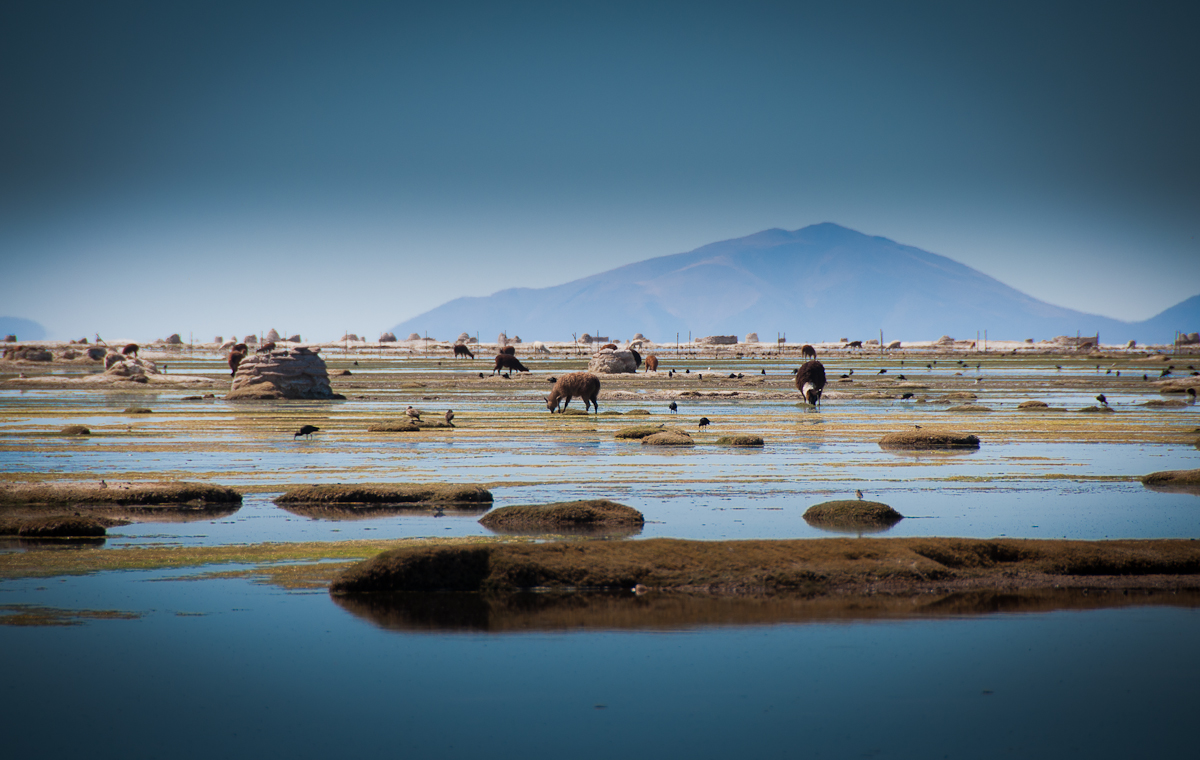
Foto do lago Uru Uru

Uru Uru é um lago tectônico que formava parte do antigo lago interior de Michin. Localiza-se no departamento de Oruro, Bolívia, e está conectado ao lago Titicaca pelo rio Desaguadero, que também o conecta ao lago Poopó. Conta com aproximadamente 260 km² de superfície, a uma altitude de 3.686m.
Em suas proximidades encontra-se a cidade de Oruro, grande centro industrial de minerais.